# Фридрих II Едуард фон Лайнинген-Вестербург
Фридрих II Едуард фон Лайнинген-Вестербург (на немски: Friedrich II Eduard zu Leiningen-Westerburg; * 20 май 1806; † 5 юни 1868) е граф на Лайнинген-Вестербург в Алтлайнинген (1839 – 1868).

## Произход
Той е най-възрастният син на граф Фридрих I Лудвиг Христиан фон Лайнинген-Вестербург (1761 – 1839) и втората му съпруга Елеонора Мария Брайтвизер (1781– 1841). Тя е направена „графиня фон Бретвитц“. Децата им са легитиминирани след женитбата на родителите им през 1813 г.
Братята му са Йохан Лудвиг (1807 – 1864), Георг Август (1815 – 1850), Карл Август (1819 – 1849) и Виктор Август (1821 – 1880).

## Фамилия
Фридрих II Едуард се жени на 28 декември 1830 г. за фрайин Хенриета фон и цу Еглофщайн (* 22 ноември 1805; † 2 януари 1870). Те имат децата:
- Мария (* 30 септември 1831; † 4 април 1863), омъжена 1862 г. за чичо си Виктор Август фон Лайнинген-Вестербург (* 1 януари 1821; † 19 февруари 1890)
- Дорета (* 25 октомври 1832; † 16 юни 1833)